# デッド・エンド/特捜記者ブラティガンの挑戦
『デッド・エンド/特捜記者ブラティガンの挑戦』（The Great Pretender）は、1991年のアメリカ合衆国のサスペンステレビ映画。ブルース・グリーンウッド、ジェシカ・スティーン、グレッグ・ヘンリー、ドナルド・モファット、ポール・ギルフォイル出演。

## ストーリー
ピューリッツァー賞の受賞経験があり、デイリー・ポスト紙で一面に載るコラムを担当していた敏腕記者 アール・ブラティガンは、自社の社長であるオーウェン・ミルナーらを違法献金問題で告発する記事を書いたため、ポスト紙を解雇されてしまう。弁護士のマーティン・ブリンクマンとともに裁判で3年にわたって争った結果、ブラティガン側の主張が全面的に認められ、職場復帰することになる。だが、記事のことを根に持つミルナー社長により、ブリンクマンが犯した書類上のミスをつつかれ、ブラティガンは元のコラムではなく、お蔵入りした資料をもとにしたコラムという、一面に載る可能性が極めて低い担当へ異動させられ、職場も地下の物置となっていた埃臭い部屋へ追いやられることとなった。
この苦境の中、ブラティガンはミルナー社長を見返そうと奮起。死亡記事担当の見習い記者 ケイト・ハイタワーが取材しつつもお蔵入りした、廃発電所土地所有者だったアウトランド氏の感電死事件を、不審な点があることから取材再開を決断する。ケイトは自分が担当していた件のため、渋りながらも嫌いなブラティガンと取材に同行する。ブラティガンとケイト、親友の記者 ウィルソン・リアの3人で事件の調査を進めていく内に、黒幕がイタリアンマフィアのパノス・ブラッツォであることを知る。そして彼の目的が、日本企業が計画するラスベガスへの高速鉄道建設を主導することで、そのためにアウトランド氏の所有する廃発電所の広大な土地が必要だったこと、部下のデイヴィ・デサピオに命じて邪魔者を消させていたことも突き止める。ブラティガンたちはブラッツォとその関係者を告発するため、証拠を集めていく。

## キャスト
- アール・ブラティガン - ブルース・グリーンウッド（江原正士）
- ケイト・ハイタワー - ジェシカ・スティーン（井上喜久子）
- ウィルソン・リア - グレッグ・ヘンリー（牛山茂）
- オーウェン・ミルナー - ドナルド・モファット（阪脩）
- マーティン・ブリンクマン - ポール・ギルフォイル（福田信昭）
- パノス・ブラッツォ - アーロン・イペール（英語版）（小林修）
- ジャンカルロ・ストラーノ - ハリス・ラスカウェイ（小島敏彦）
- アルバート・イーストレイク - H・リチャード・グリーン（藤城裕士）
- ハサム・モチャドミ[1] - ロバート・イトー（英語版）（清川元夢）
- ローズ・アウトランド - エリザベス・ホフマン（英語版）（瀬畑奈津子）
- デイヴィ・デサピオ - ジャンニ・ルッソ（島香裕）
- マルコ - ドン・キース・オッパー（英語版）（星野充昭）
- カレン・ウィンター - フレディ・チャップマン（磯辺万沙子）
- ロニー - バリ・K・ウィラーフォード（辻親八）
- ベルボーイ - ケヴィン・マッコークル（石田彰）

## スタッフ
- 監督 - ガス・トリコニス（英語版）
- 脚本 - スティーブン・J・キャネル
- 製作 - N・ジョン・スミス、ジョー・スワーリング・Jr
- プロダクションデザイナー - スティーヴン・ギーガン
- 編集 - デヴィッド・ブラングステッド、ハワード・テリル
- 音楽 - マイク・ポスト

日本語版スタッフ
- 吹替翻訳 - 高間俊子
- 吹替演出 - 壺井正
- 吹替効果 - 猪飼和彦
- 吹替調整 - 高橋久義
- 吹替プロデュース - 吉岡美惠子、吉田啓介
- 吹替製作 - グロービジョン